# Бони Ленгфорд
Бонита Мелоди Лизет „Бони” Ленгфорд (енгл. Bonita Melody Lysette "Bonnie" Langford; 22. јул 1964) је британска глумица и певачица. Ленгфордова је најпознатија по улози Мел Буш у научно-фантастичној серији Доктор Ху.